# Los Clots (Biscarri)
Los Clots és un paratge del terme municipal d'Isona i Conca Dellà, a l'antic terme de Benavent de Tremp.
El lloc és al sud-oest de Biscarri, a ponent de la carretera C-1412b i a llevant de Covet. És al voltant de la masia de Cal Rat.